# Eleanor Duckworth
Eleanor Ruth Duckworth (Montreal, 1935 -) es una teórica de la educación canadiense, especialista en psicología cognitiva desde una perspectiva constructivista, exalumna, colega, traductora e intérprete de Jean Piaget. Fue profesora de la Harvard Graduate School of Education (Facultad de Educación de la Universidad de Harvard).
Duckworth obtuvo su doctorado en Ciencias de la Educación en la Universidad de Ginebra en 1977, fundamentando sus investigaciones en las teorías de Jean Piaget y Bärbel Inhelder sobre la naturaleza y desarrollo de la comprensión y la inteligencia y en su método de investigación clínica. Ha desarrollado el método de la entrevista clínica de la escuela de Ginebra en un método de enseñanza-investigación denominado critical exploration ("exploración crítica").
También ha sido maestra de escuela primaria. Su participación en programas educativos de los años sesenta (Elementary Science Study y African Primary Science Program) fue germinal para sus ideas y prácticas en los métodos de exploración en la enseñanza y el aprendizaje. Ha intervenido en programas de formación del profesorado y evaluación en países de todo el mundo. Interviene en organizaciones progresistas como United for Justice with Peace y Critical Explorers.